# 羽海百合
羽海百合（學名：Pterocoma），又名羽狀薊子，是一屬已滅絕的海百合，其化石主要分布在歐洲，很少發現完整的標本。牠們的萼很小，並長有十支等長的羽毛狀長腕，每一條腕的側面都有一列羽狀小分叉。牠們的柄只出現在其生長階段的最初期。羽海百合是一種會自由游動的海百合，和牠們的近親一樣，利用其肢優美地在水中擺動前進。